# Gambie aux Jeux olympiques
La Gambie participe aux Jeux olympiques depuis 1984 et a envoyé des athlètes à chaque jeux depuis cette date. Le pays n'a jamais participé aux Jeux d'hiver. 
Le pays n'a jamais remporté de médaille.
Le Comité national olympique gambien a été créé en 1972 et a été reconnu par le Comité international olympique (CIO) en 1976.